# Adrien de Wignacourt
Adrien de Wignacourt (1618-1697) was grootmeester van de Maltezer Orde van 1690 tot aan zijn dood in 1697.
Hij was een neef van broeder Alof de Wignacourt, een voormalig grootmeester. In de jaren voordat hij grootmeester was, was hij de grootprior van de Langue van Auvergne. Hij werd verkozen tot grootmeester na de dood van Gregorio Carafa. De Wignacourt werd op zijn beurt opgevolgd door Ramón Perellós y Roccaful.